# 1839年3月15日日食
1839年3月15日日食为一次在协调世界时1839年3月15日出現的日全食。該次日食食分為1.0520，食甚維持4分20秒。

## 概述
這次日食的食分是1.0520，全食維持4分20秒。

## 基本參數
- 類型：日全食
- 食甚資料：
  - 日期：1839年3月15日
  - 時間：14時13分42秒
  - 地點：5S 30W
  - 食分：1.0520
  - 日全食持續時間：4分20秒

## 外部連結
- NASA日食專頁（页面存档备份，存于）（英文）